# Bojan Štih
Bojan Štih, slovenski pisatelj, esejist, kritik, urednik revij in časopisov, dramaturg, gledališki ravnatelj v Ljubljani, Celju in Mariboru in nato direktor Viba filma v Ljubljani, * 18. februar 1923, Ljubljana, † 14. oktober 1986, Ljubljana Pisal je glose, polemične zapise, komentarje in bil avtor esejističnih knjig. 
Po Bojanu Štihu se imenuje Štihova ulica v Ljubljani in Štihova dvorana v Cankarjevem domu.
V času Bojanove mladosti in zlasti med vojno so pisci pisali pod psevdonimi. Pod psevdonimom je kasneje objavljal družbeno prodorne kolumne. Pisal je pod različnimi psevdonimi: Bedak Stjopka (Skavtski časopis: Kronika Zmajevega Stega, 1933–1941), P. Novljan, Peter Novljan (Slovenska mladina, 1938–1940), B.Š. (Slovenska mladina in Ljudska pravica), Tilen Borjan, Vajkard, Kalist Fontanot, Martin Casagrande Richter itd. 

## Odraščanje v Ljubljani
Rodil se je v Ljubljani, na Starem trgu št. 28. Njegova mati Marija (rojena Božiček), se je rodila v Stari vasi na Bizeljskem. Na Dunaju, kjer je bila služkinja, je spoznala Ludvika Štiha, po rodu iz Ivanjkovcev v Slovenskih Goricah, ki je delal kot premogovni delavec na dunajskem južnem kolodvoru, in se ob delu izšolal za finančnega izvedenca. Starša sta se po poroki na Dunaju v cerkvi sv. Elizabete leta 1919 preselila v Ljubljano. Oče je v Ljubljani delal v šentjakobski knjižnici kot uradnik in knjigovodja, sodeloval je tudi pri ustanovitvi Šentjakobskega gledališča v Ljubljani. Doma je imel številčno knjižnico. Mati je imela neverjetno dober spomin, bila je duhovita in zelo razgledana, izvrstno je znala nemško in Bojana že kot majhnega otroka vodila v gledališče in na koncerte. Preden se je leta 1928 rodila Bojanova sestra Milena, so se preselili na Verstovškovo ulico 14 (zdaj Teslovo) na Viču, blizu rimskega zidu v Ljubljani. 
Bojan je v Ljubljani od leta 1929 do 1933 obiskoval 4-letno osnovno šolo na Vrtači na Erjavčevi 23 (kjer je zdaj likovna akademija) in nato od leta 1933 do 1941 I. državno (realno) gimnazijo na Vegovi ulici. Njegovi profesorji so bili: Vojteh Štrukelj, Bogomir Pregelj, Uroš Kraigher, Juš Kozak, Leopold Andree, Nikolaj Omersa, dr. Anton Grad, Anton Ocvirk, dr. Peter Šorli (verouk).
Na gimnaziji se je pridružil skavtom (1933–1941), v tem času je urejal skavtsko revijo "Kroniko Zmajevega stega" in pisal pod psevdonimom "Bedak Stjopka". Obiskoval je gore in skavtske poletne tabore, bil je markacist, vozil se je s kolesom, pozimi hodil na turno smučanje. Poleti leta 1939 (pri 16 letih) je še z dvema prijateljema 40 dni potoval peš od Ljubljane preko Hrvaške, Bosne, Črne gore, do Dubrovnika in Korčule. Veliko je bral, hodil v gledališče, v opero in na koncerte, igral je klavir. V gimnaziji se je učil srbohrvaščino, francoščino, nemščino in latinščino. 
Pri 16 letih je pod psevdonimom Peter Novljan in B.Š. objavil več prispevkov v dijaški reviji »Slovenska mladina«, ki je izhajala od junija 1938. Septembra 1938 je postal član naprednega mladinskega gibanja SKOJ. Organiziral je SKOJ-evske aktive na gimnaziji in razpečaval gimnazijska glasila Slovensko mladino in nato Srednješolca. 
V času, ko je zaključeval zadnji letnik gimnazije, se je pričela 2. svetovna vojna. V Ljubljano so vkorakali italijanski vojaki, ki so zasedli tudi gimnazijo na Vegovi ulici. Kljub temu so dijaki maturirali 31. maja leta 1941. Fotografija maturantov I. realne moške gimnazije v Ljubljani (Bojanov razred) je bila posneta junija 1941 pred poslopjem gimnazije na Vegovi ulici. V znak protesta proti fašistični okupaciji Ljubljane so vsi dijaki nosili na levi strani suknjiča lipov list. (Povzeto iz brošure REALKA INTEGRALNO 1874-1930, izdane leta 2016/17 ob otvoritvi razstave o Realki na Vegovi). Na fotografiji je Bojan Štih sedmi z leve v drugi vrsti.  
3. oktobra 1941 se je vpisal na slavistiko na filozofski fakulteti na ljubljanski univerzi, kjer so takrat predavali profesorji: Aleksandar Stojičević, dr. Anton Ocvirk, Nikolaj Fjodorovič Preobraženski, Rajko Nahtigal, Fran Ramovš, France Kidrič, Karel Oštir, Franc Šturm. Zaradi internacije in vojne je naredil le en semester. 

## Ilegalec v okupirani Ljubljani
V času italijanske okupacije Ljubljane je  sodeloval v ilegalnih akcijah, kot so raznašanje in trosenje letakov po mestu, razoroževanje italijanskih vojakov, nastavljanje eksplozivnih sredstev na železniških tirih, rezanje žic in podobno. S Karlom Destovnikom-Kajuhom sta se družila jeseni 1941, ko je Karli prišel v Ljubljano, in skupaj napisala dramo Mati (oktober – december 1941), ki je opisovala življenje in mišljenje mladih ljudi ilegalcev ob pričetku vojne v Sloveniji. (Dr. Emil CESAR – Karel Destovnik Kajuh, Partizanski knjižni klub, Ljubljana 1993, pp. 94). Drama je izšla v knjigi: Dušan PIRC - Kajuh v prozi, 1946. (COBISS)  
Kot ilegalec se je Bojan daljše obdobje ponoči skrival v Frančiškanskem samostanu v Ljubljani. (Bojan ŠTIH – Jesenska fuga o norcu in smrti, 1995, pp. 56, 57)

## Internacija v taborišču Gonars in pobeg skozi rov
28. februarja 1942 so Bojana italijanski vojaki med racijami, ki so jih pričeli izvajati v Ljubljani konec februarja, zajeli in zaprli v Mesićevi kasarni, ter potem v Belgijski in ga v začetku marca odpeljali v taborišče Čiginj pri Tolminu, ki je od konca 1. sv. vojne dalje spadalo še pod Italijo. Konec marca so taborišče Čiginj zaprli in ujetnike (večinoma ljubljanske študente) z vlakom odpeljali v novo postavljeno taborišče Gonars. V Gonarsu je takoj začel organizirati poznane SKOJ-evce, povezal se je z nekaterimi člani, ki so delovali v osvobodilni fronti ter od samega začetka sodeloval pri pripravah za pobeg. V Gonarsu je dobil delo v pisarni v komandi taborišča, kjer je pisal na pisalni stroj, se naučil italijanščine in svoje tovariše obveščal o vsem, kar je slišal ali prebral v časopisih in dokumentih v italijanski pisarni.
Iz Gonarsa je po 5 mesecih internacije konec avgusta 1942 skupaj še s sedmimi sojetniki (pobeg je opisal Ivan Bratko v romanu "Teleskop (1954)", kjer je Bojana imenoval Vojko) pobegnil skozi rov, ki so ga skrivaj kopali 50 dni izpod barake št. 22 in speljali v koruzno njivo v bližini taborišča. Ubežniki so ponoči pešačili preko furlanske nižine in se čez dan skrivali med polji ter po 5 dneh (5. septembra 1942) uspešno pribežali v Goriška Brda, kjer so se pridružili primorskim partizanom. 

## Primorski partizan
Bojan je bil sprva na Banjški planoti v Soškem odredu, nato je sodeloval pri nastanku CK KPS za Primorsko v Vipavski dolini, deloval je na Vogrskem. 26. aprila 1943 je bil ranjen na Golobarju, kamor je prišlo več čet iz različnih koncev, da bi ustanovili dve primorski brigadi, Gregorčičevo in Gradnikovo. Ranjenega so po več dnevih našli partizani in ga odnesli v partizansko bolnišnico – sanitetno postajo št. 7 pod Krnom, kjer so ga zdravili nekaj mesecev. Avgusta 1943 je postal urednik mladinskega partizanskega glasila Mladi puntar za Primorsko pri ZKM (Zveza komunistične mladine). Septembra 1943 so ga poslali v operativni štab glavnega štaba NOV in POS za Zahodno Slovenijo v Stomažu pod Čavnom. Jeseni 1943 je bil šef obveščevalne službe za primorsko v IX. korpusu. Kasneje je kot obveščevalec deloval na osvobojenem ozemlju v Cerknem in leta 1944 je bil na sedežu 9. korpusa v Lokvah nad Čepovanom in v Čepovanu. Konec junija 1944 je skupaj s šefom angleške misije pri 9. korpusu potoval na glavni štab NOV in POS v Belo krajino. Tu je delal kot kapetan obveščevalnega centra v Črnomlju, na Bazi 20 in drugod.

## Delo urednika
8. decembra 1944 je postal odgovorni urednik pri časopisu Ljudska pravica, kjer je bil tudi v času osvoboditve 9. maja 1945, ko se je redakcija in tiskarna preselila v Ljubljano, tu je delal vse do februarja 1946.
Januarja 1945 je postal član agitpropa.
Leta 1946 je delal v Trstu na mednarodni razmejitveni komisiji in na Tanjugu, veliko je potoval.

## Beograjsko obdobje
Po vojni je odpotoval v Beograd, kjer je v letih 1946 /1947 obiskoval višjo partijsko šolo, med letoma 1947 in 1950 se je zaposlil v agitpropu CK KPJ. Leta 1949/50 je bil član Umetniškega sveta pri Komiteju za kinematografijo vlade FLRJ in leta 1950/51 pomočnik predsednika Komiteja za kinematografijo. Na njegovo pobudo so se začela občasna gostovanja kinotečnih filmov na programu ljubljanskih kinematografov, ki so nato potekala vse do leta 1958.
Leta 1950 je v beograjski reviji Književnost objavil 15 strani dolgo oceno novele Cirila Kosmača Pomladni dan. Zaradi tega se je z njim srečal pisatelj Ivo Andrić, ki ga je prepričal, da se vrne v Ljubljano in nadaljuje študij.

## Študij zgodovine v Ljubljani
Jeseni leta 1951 se je vrnil v Ljubljano in se oktobra leta 1951 vpisal na študij zgodovine na filozofski fakulteti v Ljubljani, kjer je leta 1957 diplomiral. 

## Uredništvo revij, vodenje gledališč in filmskega studia
Leta 1951/1952 je bil predsednik zveznega sveta za film in predsednik Zveznega odbora za kinematografijo. 
Med leti 1953 in 1958 je bil član uredniškega odbora Naših Razgledov in Sodobnosti.
V letih 1956–1962 je delal kot dramaturg na dramaturškem oddelku Triglav filma. 1957 je bil imenovan v prvi filmski svet podjetja »Triglav film« kot zunanji član.
1959 je postal pomočnik in nato 196–62 umetniški direktor TRIGLAV FILMA.
- 1961–1969 ravnatelj SNG Drame Ljubljana

Polde Bibič in njegovi somišljeniki so ocenili, da je Drama pod Štihovim sedem in pol letnim vodstvom postala eno vodilnih evropskih gledališč, saj je gostovala širom Evrope in je doživela razcvet in največje spremembe, ko se je iz tradicionalne, vendar okostenele odličnosti, odprla novi, avantgardni dramatiki, tudi eksperimentu.
- 1970 – v časopisu Dnevnik je pod psevdonimom Martin Casagrande Rihter[13] začel objavljati kolumne in tako postal prvi slovenski kolumnist. Zaradi njegovih objav je pogosto zasedal tiskovni svet pri SZDL Ljubljana. Bojan Štih je bil v svojih pogledih za takratni čas zelo radikalen, predvsem pa se je njegov pogled na politiko temeljito razlikoval od večinskega pogleda.

- 1970–1978 umetniški vodja SLG Celje

- Leta 1975, po smrti dramaturga in ravnatelja MGL Lojzeta Filipiča, je bil na njegovo željo ravnatelj v MGL (mestnem gledališču Ljubljanskem)

- 1978 do 1981 umetniški vodja SNG Maribor

- od 1982 do smrti je bil umetniški direktor Viba filma v Ljubljani
- Od leta 1982 in vse do smrti (1986) je vodil pogovore s slovenskimi kulturniki, znanstveniki, politiki, zgodovinarji na Kulturnih večerih v hotelu Slon, ki jih je organizirala njegova soproga Vesna Arhar Štih.

## Zasebno
Aprila leta 1957 se je poročil s slikarko in ilustratorko Melito Vovk, še istega leta se je rodila hčerka Marija Ejti Štih. Leta 1973 sta se ločila.
Zadnjih deset let svojega življenja je živel in ustvarjal z režiserko Vesno Arhar Štih in njeno hčerko Katjo Arhar. Z Vesno sta se poročila novembra leta 1984.   
Iz razvalin sta Bojan Štih in Vesna Arhar Štih leta 1981 obudila in obnovila 300 let staro kamnito hišo s črno kuhinjo -  mežnarijo pri Sv. Miklavžu na Ulaki na bloški planoti, kjer je Bojan vrtnaril, se pogovarjal s prebivalci okoliških vasi, razmišljal in pisal. 

## Vodenje filmskih studiev in gledališč
- 1959 - pomočnik in direktor Triglav filma
- 1961 do 1969 - ravnatelj SNG Drame Ljubljana
- 1970 do 1978 - umetniški vodja SLG Celje
- 1978 do 1981 - umetniški vodja SNG Maribor
- od 1981 do smrti - umetniški direktor Viba filma

Vir

## Nagrade in priznanja
- Bil je nosilec partizanske spomenice 1941.[2]
- leta 1984 je prejel Župančičevo nagrado[17]
- leta 1986 je bil na Borštnikovem srečanju nagrajenec Zlate značke[18]